# Saga Ludvigsson
Saga Alice Ludvigsson (2006. február 3. – ) svéd énekesnő, a Melodifestivalen döntőjének résztvevője volt 2025-ben.

## Pályafutása
Ludvigsson 2019 első felében vált ismertté, amikor részt vett a svéd Got Talent tehetségkutató műsorban, a Talang ezévi évadjában, ahol egészen a döntőig jutott.
Első kislemeze, a Don't Ever Be the Same 2020. január 3-án jelent meg. Nem sokkal később Markbladet helyi napilap a 2019-es év marksi lakosának választotta. 2020 őszén lemezszerződést kötött a Ninetone Records kiadóval, amelynél 2021-ben és 2022-ben több kislemezt is megjelentetett.
2023 tavaszán jelentkezett az Idol tizenkilencedik évadába, ahol a legjobb 12 versenyző közé került. A döntőben Cimberly Wanyonyi ellen versenyzett, és végül a második helyezést érte el.
2024. november 26-án jelentette be az SVT, hogy az énekesnő bejutott a versenydalával a Melodifestivalen következő évi mezőnyébe. A Hate You So Much című dalt először a március 1-jén rendezett ötödik elődöntőben adta elő Jönköpingben, ahonnan az első helyen továbbjutott a március 8-i döntőbe. Itt 27 pontot sikerült összegyűjtenie (17-et a nemzetközi zsűriktől és 10-et a nézőktől kapott), mellyel összesítésben az utolsó, tizenkettedik helyen végzett.

## Diszkográfia

### Kislemezek
- 2020: Don't Ever Be the Same
- 2021: Calling
- 2021: One Shot
- 2021: Why Don't You
- 2021: Empty Space
- 2021: Only One
- 2021: Cry Anymore
- 2021: Show Me Lights
- 2022: Tell Me Lies
- 2022: Lost
- 2024: Hercules
- 2025: Country Boy
- 2025: Hate You So Much